# Anton Burger (Wirtschaftswissenschaftler)
Anton Aaron Burger (* 9. September 1962 in Zemling/Niederösterreich) ist ein österreichischer Wirtschaftswissenschaftler.

## Leben
Er studierte Betriebswirtschaftslehre, Rechtswissenschaften und Katholische Theologie. Habilitation an der Universität Wien. Er lehrt als Inhaber des Lehrstuhls für Allgemeine Betriebswirtschaftslehre und Unternehmensrechnung an der Wirtschaftswissenschaftlichen Fakultät der Universität Eichstätt-Ingolstadt.
Seine Forschungsgebiete umfassen externe Rechnungslegung, besonders International Accounting, internes Rechnungswesen und Controlling (u. a. Risikocontrolling, Beteiligungscontrolling, Bewertungen), Finanzwirtschaft und Insolvenzwesen und Wirtschafts- und Unternehmensethik.
Er ist Mitglied im Lions Club St. Pölten Jakob Prandtauer.

## Schriften (Auswahl)
- Entscheidungsorientierte Kostenrechnung für die flexibel automatisierte Fertigung. Stuttgart 1992, ISBN 3-7910-0646-0 (= Habilitationsschrift Universität Wien).
- Jahresabschlußanalyse. Oldenbourg, München 1995, ISBN 3-486-22979-6.
- Kostenmanagement. 3. Aufl. Oldenbourg, München 1999, ISBN 3-486-23830-2.
- (mit Anton Buchhart): Risiko-Controlling. Oldenbourg, München/Wien 2002, ISBN 3-486-25849-4.
- (mit Philipp R. Ulbrich): Beteiligungscontrolling. Oldenbourg, München/Wien 2005, ISBN 3-486-57870-7.
- (mit Niels Ahlemeyer u. Philipp R. Ulbrich): Fallstudienbuch Beteiligungscontrolling. Mit vertiefenden Übungen und wertorientierter Perspektive. Oldenbourg, München 2009, ISBN 3-486-58874-5.
- Unternehmensethik und Erstes Testament. Eine bundestheologische Analyse unter besonderer Berücksichtigung der positiven Emotionalität. Berlin 2010, ISBN 978-3-8325-2583-5.
- Börsenkurse und angemessene Abfindung. Eine rechtswissenschaftliche Untersuchung zum Gesellschafterausschluss (Squeeze-out) für Österreich unter Einbeziehung der deutschen und der US-amerikanischen Verhältnisse. Hamburg 2012, ISBN 3-8300-6158-7.
- (mit Heinrich Schmelter): Internal Control für Führungskräfte. Oldenbourg, München 2012, ISBN 3-486-70664-0.
- Zum Wein in der Bibel. Im Rebstock ist Leben. Logos Verlag, Berlin 2013, ISBN 3-8325-3382-6.
- Spuren zu einem richtigen im falschen Leben. Logos Verlag, Berlin 2017, ISBN 3-8325-4449-6.